# Cantone di Ingré
Il Cantone di Ingré era una divisione amministrativa dell'arrondissement di Orléans.
È stato soppresso a seguito della riforma complessiva dei cantoni del 2014, che è entrata in vigore con le elezioni dipartimentali del 2015.
Comprendeva i comuni di:
- Ingré
- La Chapelle-Saint-Mesmin
- Ormes
- Saran